# یاسینوو
یاسینوو (انگلیسی: Yasinovo) یک شهرک در شهرستان مچتلینسکی استان باشقیرستان کشور روسیه است.